# 長田貴仁
長田 貴仁（おさだ たかひと、1956年 - ）は、日本の経営評論家。岡山商科大学教授。博士(経営学)。

## 人物
プレジデント社時代は東京・ニューヨークで記者として活躍後、ビジネス誌『プレジデント』副編集長、主任編集委員として活動。ペンネームである大富 敬康（おおとみ ひろやす）の名でも多くのビジネス書を著す。ニューヨーク駐在をはじめ、欧米、アジアでの取材経験は豊富。国内外を問わず戦後の経済成長を支えた著名経営者と対話してきた。

## 略歴
- 1956年 - 神戸市出身
- 1978年3月 - 同志社大学文学部英文学科 卒業（文学士）
- 1978年4月 - プレジデント社入社
- 1997年3月 - 早稲田大学大学院社会科学研究科修士課程修了（企業・経済動態論）（学術修士）
- 2005年3月 - プレジデント社退職
- 2008年5月 - 神戸大学より博士（経営学）の学位を取得[1]。
- 2013年4月-現在 - 岡山商科大学経営学部教授

## 役職
現在
- 岡山商科大学経営学部教授
- 日本大学商学部非常勤講師（2011.4-）
- 日本大学大学院グローバル・ビジネス研究科非常勤講師
- 神戸大学経済経営研究所企業競争力研究部門リサーチフェロー
- 流通科学大学流通科学研究所客員研究員
- 一橋大学大学院社会学研究科研究教育センタープロジェクト研究員
- 日本ベンチャー学会ソーシャルビジネス研究部会副会長
- ホスピタリティ心理教育学会理事

過去
- 『プレジデント』副編集長
- 『プレジデント』主任編集委員
- 神戸大学大学院経営学研究科准教授（2005.4～、2007.4より准教授に名称変更）
- 多摩大学経営情報学部客員教授（2011.10-2014.3）
- 多摩大学大学院経営情報学研究科MBAコース客員教授（-2014.3）
- 秀明大学総合経営学部教授（2011.4-）

## 主著
"長田貴仁"名義
- 『経営は言葉である 東芝・西田厚聰の発信力』光文社、2010年2月
- 『社長の値打ち』光文社、2007年10月
- 『ソニー 復活の経営学』東洋経済新報社、2006年7月(台湾でも翻訳出版)
- 『The Panasonic Way 松下電器「再生」の論理』プレジデント社、2006年2月
- 『叱り方入門』（加護野忠男他と共著）プレジデント社、2005年11月、pp.28-49
- 『気づく力』（畑村洋太郎他と共著）プレジデント社、2005年8月、pp.37-46
- 『シャープの謎』プレジデント社、2004年6月
- 『キヤノンの掟』(後正武他と共著)プレジデント社、2004年4月

"大富敬康"名義
- 『ベンチャースピリットの研究―ケーススタディー三洋電機』
- 『変わる松下 生まれ変わった日産―「純日本企業」と「外資流入企業」に見る二つのV字回復』
- 『田中耕一の「自分を活かす」術』
- 『カルロス・ゴーン 人を動かす技術―「個」の特性を活かし、集団パワーを発揮させよ!』
- 『SANYO井植敏の「馬上行動」組織革命』
- 『松下がソニーを超える日』